# Grobišče (gmina Postojna)
Grobišče – wieś w Słowenii, w gminie Postojna. W 2018 roku liczyła 81 mieszkańców.